# Synagoge Aschenhausen

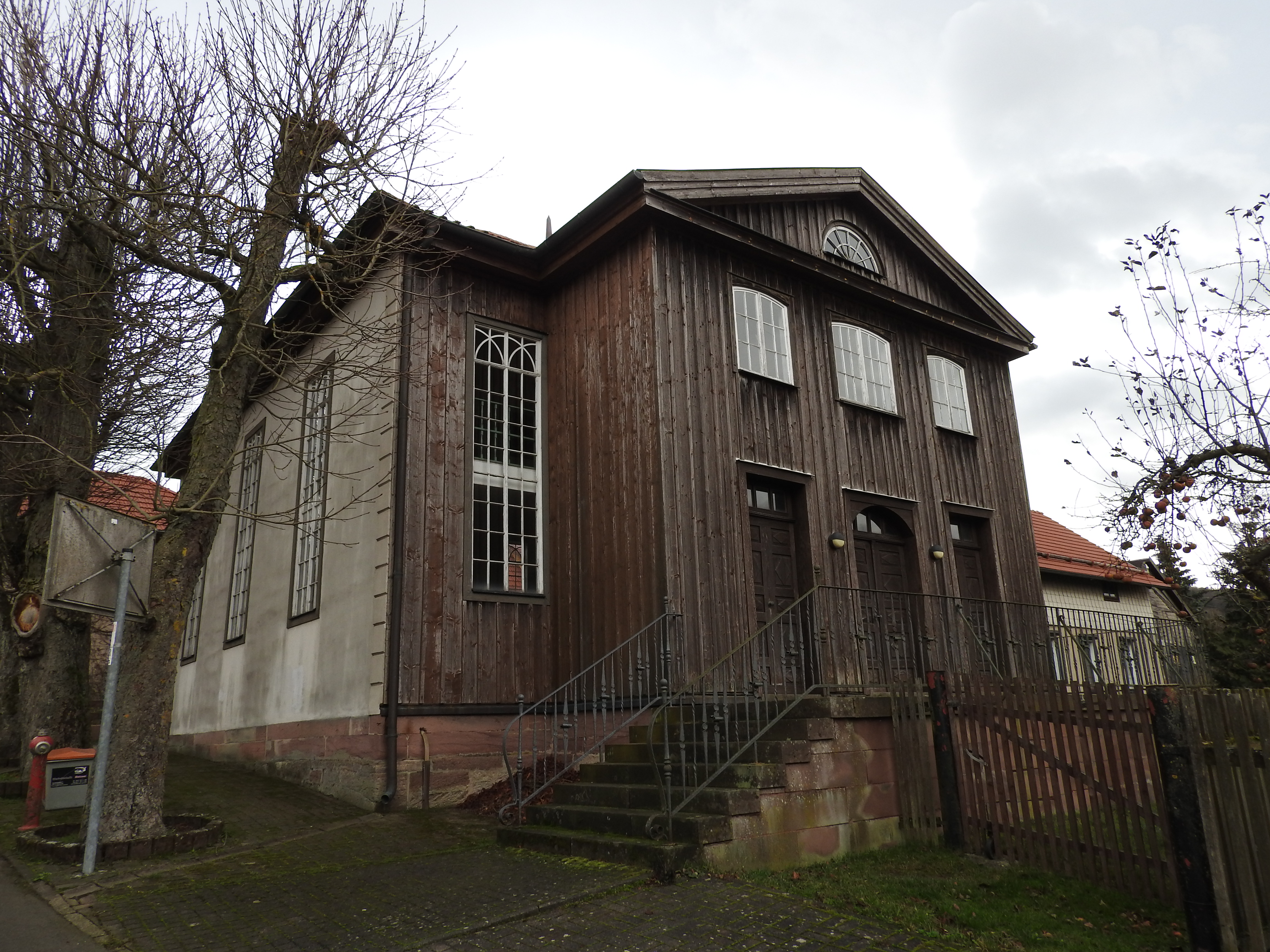
Die Synagoge Aschenhausen im Jahr 1992

Die Synagoge Aschenhausen ist ein denkmalgeschütztes Versammlungsgebäude der ehemaligen jüdischen Gemeinde in Aschenhausen im Landkreis Schmalkalden-Meiningen in Thüringen. Es ist das älteste erhaltene jüdische Versammlungshaus in Südthüringen. In der Mitte des 19. Jahrhunderts umfasste die Gemeinde über 50 Familien und verfügte über ein Schulhaus, eine Lehrerwohnung und einen jüdischen Friedhof. 1942 lebten noch drei Familien jüdischen Glaubens im Ort, sie wurden ins KZ Theresienstadt deportiert und kamen dort ums Leben.

## Geschichte
Ein Pferdestall am Schloss wurde 1738 zur Synagoge umgebaut, davor existierte vermutlich in einer Privatwohnung ein Betsaal. Nachdem ein in der Nähe stehendes Backhaus Feuer fing, brannte die Synagoge 1841 nieder. Mit Hilfe von Spenden und einem Zuschuss der Großherzoglich-Weimarschen Regierung in Höhe von 400 Talern konnte ein Garten von den Freiherren von Speßhardt gekauft und dort eine neue Synagoge errichtet werden. Die eingezogene Eingangshalle ist dreiachsig gehalten. Wegen der Judenverfolgungen verließen in den 1930er Jahren viele jüdische Mitbürger den Ort. Ein letzter Gottesdienst fand 1936 statt, danach wurde die Synagoge an einen Anwohner nichtjüdischen Glaubens verkauft. Angeblich wurden die Torarollen und die anderen Kultgegenstände vorher aus dem Gebäude entfernt und auf dem Friedhof vergraben. In der Reichspogromnacht wurde das Gebäude nicht angezündet, obwohl zu diesem Zweck SA-Männer aus Kaltennordheim anrückten, da es zu der Zeit als Scheune genutzt wurde und mit Heu gefüllt war.
Bis in die 1980er Jahre verfiel die Synagoge mehr und mehr. Sie wurde 1980 in die Denkmalliste des Kreises Meiningen eingetragen und von 1989 bis 1991 nach Originalbefunden umfangreich saniert. Heute wird das Gebäude als Begegnungsstätte genutzt.